# Manobra de Immelmann

Visão esquemática da Manobra Immelmann:
1. Voo estável.
2. Meia volta.
3. Giro de 180° para estabilizar a aeronave.

A Manobra de Immelmann ou Curva Immelmann refere-se a duas diferentes manobras aéreas. A manobra conhecida atualmente como "Immelmann", de fato, possui ligação com o piloto alemão da Primeira Guerra Mundial Max Immelmann.
Nas acrobacias modernas, a Manobra Immelmann, (também conhecida como "roll-off-the-top" ou simplesmente "Immelmann") é uma manobra acrobática que resulta em vôo nivelado na direção oposta em uma altitude mais elevada.

## Contexto histórico
No combate aéreo da Primeira Guerra Mundial, uma curva Immelmann (batizada com o nome do ás alemão Max Immelmann) era uma manobra usada após um ataque a outra aeronave para reposicionar a aeronave de ataque para um novo ataque.
Depois de fazer um ataque de mergulho em alta velocidade contra um inimigo, o atacante então escalaria de volta passando a aeronave inimiga e, logo antes do estol, aplicaria o leme total para girar sua aeronave. Isso colocava a aeronave atacante voltada para baixo na aeronave inimiga, tornando possível outra passagem de mergulho em alta velocidade.